# Vingt-sixième district congressionnel de l'État de New York
Le 26e district congressionnel de New York est un district situé dans l'ouest de l'État de New York. Il comprend des parties des comtés d'Érié et de Niagara. Le district comprend les villes de Buffalo, Lackawanna, Niagara Falls, Tonawanda et North Tonawanda.
Le Démocrate Tim Kennedy a été élu lors d'une élection spéciale le 30 avril 2024 pour remplir le reste du mandat de Brian Higgins. Higgins avait représenté le district de 2013 jusqu'à sa démission le 2 février 2024 pour devenir président du Shea's Performing Arts Center.

## Histoire
Historiquement, la majeure partie de ce district était située dans le nord de l'État. Cependant, au fil des années jusqu'au redécoupage de 2002, la majeure partie de cette zone se trouvait dans le 27e district. Au cours des années 1980, cette zone se trouvait principalement dans le 31e district. Deux districts couvraient cette zone dans les années 1970, le 38e, basé dans le Comté d'Érié, et le 35e, basé dans le Comté de Monroe. Le 26e district couvrait la zone qui fait maintenant partie du 22e district dans les années 1990 et la zone qui fait maintenant partie du 23e district dans les années 1980. Dans les années 1970, ce district était centré sur les comtés d'Orange et de Rockland. Au cours des années 1960, il couvrait des zones du Comté de Westchester, aujourd'hui situées dans les 18e et 19e districts.

## Historique de vote
| Année | Poste     | Résultats               |
| ----- | --------- | ----------------------- |
| 1992  | Président | Clinton 44,0 % – 35,0 % |
| 1996  | Président | Clinton 51,0 % – 35,0 % |
| 2000  | Président | Bush 51,0 % – 44,0 %    |
| 2004  | Président | Bush 55,0 % – 43,0 %    |
| 2008  | Président | McCain 52,0 % – 46,0 %  |
| 2012  | Président | Obama 63,0 % – 34,0 %   |
| 2016  | Président | Clinton 57,0 % – 38,0 % |
| 2020  | Président | Biden 62,0 % – 35,0 %   |

## Liste des Représentants du district

### 1823 - 1833: Deux sièges
| Années                    | Congrès | Siège A               | Siège A               | Siège A                                                        |                     | Siège B               | Siège B                                      | Siège B |
| Années                    | Congrès | Membre                | Parti                 | Histoire électorale                                            | Membre              | Parti                 | Histoire électorale                          |         |
| ------------------------- | ------- | --------------------- | --------------------- | -------------------------------------------------------------- | ------------------- | --------------------- | -------------------------------------------- | ------- |
| 4 mars 1823 - 3 mars 1825 | 18e     | Dudley Marvin (en)    | Républicain-Démocrate | Élu en 1822. Réélu en 1824. Réélu en 1826. Perd sa réélection. | Robert S. Rose (en) | Républicain-Démocrate | Élu en 1822. Réélu en 1824.                  |         |
| 4 mars 1825 - 3 mars 1827 | 19e     | Dudley Marvin (en)    | Anti-Jacksonien       | Élu en 1822. Réélu en 1824. Réélu en 1826. Perd sa réélection. | Robert S. Rose (en) | Anti-Jacksonien       | Élu en 1822. Réélu en 1824.                  |         |
| 4 mars 1827 - 3 mars 1829 | 20e     | Dudley Marvin (en)    | Anti-Jacksonien       | Élu en 1822. Réélu en 1824. Réélu en 1826. Perd sa réélection. | John Maynard (en)   | Anti-Jacksonien       | Élu en 1826.                                 |         |
| 4 mars 1829 - 3 mars 1831 | 21e     | Jehiel H. Halsey (en) | Jacksonien (en)       | Élu en 1828.                                                   | Robert S. Rose (en) | Anti-Maçonnique       | Élu en 1828.                                 |         |
| 4 mars 1831 - 3 mars 1833 | 22e     | William Babcock (en)  | Anti-Maçonnique       | Élu en 1830.                                                   | John Dickinson      | Anti-Maçonnique       | Élu en 1830. Réélection sur le siège unique. |         |

### 1833 - Présent: Un siège
| Membre                      | Parti           | Années                               | Congrès                  | Histoire électorale | Zone géographique                                                                                        |
| --------------------------- | --------------- | ------------------------------------ | ------------------------ | --- | --- |
| John Dickinson              | Anti-Maçonnique | 4 mars 1833 - 3 mars 1835            | 23e                      | Réélu en 1832. | |
| Francis Granger (en)        | Anti-Jacksonien | 4 mars 1835 - 3 mars 1837            | 24e                      | Élu en 1834. Perd sa réélection en tant que Whig. | |
| Mark H. Sibley (en)         | Whig            | 4 mars 1837 - 3 mars 1839            | 25e                      | Élu en 1836. | |
| Francis Granger (en)        | Whig            | 4 mars 1839 - 3 mars 1841            | 26e , 27e                | Élu en 1838. Réélu en 1840. Démissionne pour devenir Maître de la Poste des États-Unis. | |
| Vacant                      | Vacant          | 5 mars 1841 - 21 mai 1841            | 27e                      | | |
| John Greig (en)             | Whig            | 21 mai 1841 - 25 septembre 1841      | 27e                      | Élu le 13 mai 1841 pour terminer le mandat de Granger et intronisé le 21 mai 1841. Démissionne | |
| Vacant                      | Vacant          | 25 septembre 1841 - 27 novembre 1841 | 27e                      | | |
| Francis Granger (en)        | Whig            | 27 novembre 1841 - 3 mars 1843       | 27e                      | Élu le 1er novembre 1841 pour terminer le mandat de Greig et intronisé le 27 novembre 1841. Retrait. | |
| Amasa Dana (en)             | Démocrate       | 4 mars 1843 - 3 mars 1845            | 28e                      | Élu en 1842. | |
| Samuel S. Ellsworth (en)    | Démocrate       | 4 mars 1845 - 3 mars 1847            | 29e                      | Élu en 1844. | |
| William T. Lawrence (en)    | Whig            | 4 mars 1847 - 3 mars 1849            | 30e                      | Élu en 1846. | |
| William T. Jackson (en)     | Whig            | 4 mars 1849 - 3 mars 1851            | 31e                      | Élu en 1848. | |
| Henry S. Walbridge (en)     | Whig            | 4 mars 1851 - 3 mars 1853            | 32e                      | Élu en 1850. Retrait. | |
| Andrew Oliver (en)          | Démocrate       | 4 mars 1853 - 3 mars 1857            | 33e , 34e                | Élu en 1852. Réélu en 1854. Perd sa réélection en tant que Know Nothing. | |
| Emory B. Pottle (en)        | Républicain     | 4 mars 1857 - 3 mars 1861            | 35e , 36e                | Élu en 1856. Réélu en 1858. | |
| Jacob P. Chamberlain (en)   | Républicain     | 4 mars 1861 - 3 mars 1863            | 37e                      | Élu en 1860. Retrait. | |
| Giles W. Hotchkiss (en)     | Républicain     | 4 mars 1863 - 3 mars 1867            | 38e , 39e                | Élu en 1862. Réélu en 1864. Perd sa renomination. | |
| William S. Lincoln (en)     | Républicain     | 4 mars 1867 - 3 mars 1869            | 40e                      | Élu en 1866. Retrait. | |
| Giles W. Hotchkiss (en)     | Républicain     | 4 mars 1869 - 3 mars 1871            | 41e                      | Élu en 1868. Retrait. | |
| Milo Goodrich (en)          | Républicain     | 4 mars 1871 - 3 mars 1873            | 42e                      | Élu en 1870. Perd sa réélection. | |
| William H. Lamport (en)     | Républicain     | 4 mars 1873 - 3 mars 1875            | 43e                      | Redécoupage depuis le 25e district. et réélu en 1872. Retrait. | |
| Clinton D. MacDougall (en)  | Républicain     | 4 mars 1875 - 3 mars 1877            | 44e                      | Redécoupage depuis le 25e district et réélu en 1874. Perd sa renomination. | |
| John H. Camp (en)           | Républicain     | 4 mars 1877 - 3 mars 1883            | 45e - 47e                | Élu en 1876. Réélu en 1878. Réélu en 1880. Retrait. | |
| Sereno E. Payne (en)        | Républicain     | 4 mars 1883 - 3 mars 1885            | 48e                      | Élu en 1882. Redécoupage vers le 27e district. | |
| Stephen C. Millard (en)     | Républicain     | 4 mars 1885 - 3 mars 1887            | 49e                      | Redécoupage depuis le 28e district et réélu en 1884. Retrait. | |
| Milton De Lano (en)         | Républicain     | 4 mars 1887 - 3 mars 1891            | 50e , 51e                | Élu en 1886. Réélu en 1888. Retrait. | |
| George W. Ray (en)          | Républicain     | 4 mars 1891 - 11 septembre 1902      | 52e - 57e                | Élu en 1890. Réélu en 1892. Réélu en 1894. Réélu en 1896. Réélu en 1898. Réélu en 1900. Démissionne pour devenir Juge de District des États-Unis. | |
| Vacant                      | Vacant          | 11 septembre 1902 - 4 novembre 1902  | 57e                      | | |
| John Wilbur Dwight          | Républicain     | 4 novembre 1902 - 3 mars 1903        | 57e                      | Élu pour terminer le mandat de Ray. Redécoupage vers le 30e district. | |
| William H. Flack (en)       | Républicain     | 4 mars 1903 - 2 février 1907         | 58e , 59e                | Élu en 1902. Réélu en 1904. Décès. | |
| Vacant                      | Vacant          | 2 février 1907 - 3 mars 1907         | Modèle:USCongressOrdinal | | |
| George R. Malby (en)        | Républicain     | 4 mars 1907 - 5 juillet 1912         | 60e - 62e                | Élu en 1906. Réélu en 1908. Réélu en 1910. Décès. | |
| Vacant                      | Vacant          | 5 juillet 1912 - 5 novembre 1912     | 62e                      | | |
| Edwin A. Merritt (en)       | Républicain     | 5 novembre 1912 - 3 mars 1913        | 62e                      | Élu pour terminer le mandat de Malby. Redécoupage vers le 31e district. | |
| Edmund Platt (en)           | Républicain     | 4 mars 1913 - 7 juin 1920            | 63e - 66e                | Élu en 1912. Réélu en 1914. Réélu en 1916. Réélu en 1918. Démissionne lorsque nommé au Conseil de la FED | 1913–1943 Comtés de Dutchess, Orange et Putnam                                                           |
| Vacant                      | Vacant          | 7 juin 1920 - 2 novembre 1920        | 66e                      | | 1913–1943 Comtés de Dutchess, Orange et Putnam                                                           |
| Hamilton Fish III (en)      | Républicain     | 2 novembre 1920 - 3 janvier 1945     | 66e - 78e                | Élu pour terminer le mandate de Platt et élu en 1920 pour le mandat de suivant. Réélu en 1922. Réélu en 1924. Réélu en 1926. Réélu en 1928. Réélu en 1930. Réélu en 1932. Réélu en 1934. Réélu en 1936. Réélu en 1938. Réélu en 1940. Réélu en 1942. Perd sa réélection. | 1913–1943 Comtés de Dutchess, Orange et Putnam                                                           |
| Peter A. Quinn (en)         | Démocrate       | 3 janvier 1945 - 3 janvier 1947      | 79e                      | Élu en 1944. Perd sa réélection. | 1943–1953 Parties du Bronx                                                                               |
| David M. Potts (en)         | Républicain     | 3 janvier 1947 - 3 janvier 1949      | 80e                      | Élu en 1946. Perd sa réélection. | 1943–1953 Parties du Bronx                                                                               |
| Christopher C. McGrath (en) | Démocrate       | 3 janvier 1949 - 3 janvier 1953      | 81e , 82e                | Élu en 1948. Réélu en 1950. Élu Substitut de la Cour du Comté du Bronx. | 1943–1953 Parties du Bronx                                                                               |
| Ralph A. Gamble (en)        | Républicain     | 3 janvier 1953 - 3 janvier 1957      | 83e , 84e                | Redécoupage depuis le 28e district et réélu en 1952. Réélu en 1954. Retrait. | \| 1953–1973 Parties de Westchester                                                                      |
| Edwin B. Dooley (en)        | Républicain     | 3 janvier 1957 - 3 janvier 1963      | 85e - 87e                | Élu en 1956. Réélu en 1958. Réélu en 1960. Perd sa renomination. | \| 1953–1973 Parties de Westchester                                                                      |
| Ogden Reid (en)             | Républicain     | 3 janvier 1963 - 22 mars 1972        | 88e - 92e                | Élu en 1962. Réélu en 1964. Réélu en 1966. Réélu en 1968. Réélu en 1970. Redécoupage vers le 24e district. | \| 1953–1973 Parties de Westchester                                                                      |
| Ogden Reid (en)             | Démocrate       | 22 mars 1972 - 3 janvier 1973        | 88e - 92e                | Élu en 1962. Réélu en 1964. Réélu en 1966. Réélu en 1968. Réélu en 1970. Redécoupage vers le 24e district. | \| 1953–1973 Parties de Westchester                                                                      |
| Benjamin Gilman (en)        | Républicain     | 3 janvier 1973 - 3 janvier 1983      | 93e - 97e                | Élu en 1972. Réélu en 1974. Réélu en 1976. Réélu en 1978. Réélu en 1980. Redécoupage vers le 22e district. | 1973–1983 Comtés d'Orange, Rockland et parties d'Ulster                                                  |
| David O'Brien Martin (en)   | Républicain     | 3 janvier 1983 - 3 janvier 1993      | 98e - 102e               | Redécoupage depuis le 30e district et réélu en 1982. Réélu en 1984. Réélu en 1986. Réélu en 1988. Réélu en 1990. Retrait. | 1983–1993 Comtés de Clinton, Essex, Franklin, Fulton, Hamilton, Herkimer, Jefferson, Lewis, St. Lawrence |
| Maurice Hinchey             | Démocrate       | 3 janvier 1993 - 3 janvier 2003      | 103e - 107e              | Élu en 1992. Réélu en 1994. Réélu en 1996. Réélu en 1998. Réélu en 2000. Redécoupage vers le 22e district. | 1993–2003 Comtés d'Ulster, parties de Broomer, Delaware, Dutchess, Orange, Sullivan, Tioga, Tompkins     |
| Thomas M. Reynolds (en)     | Républicain     | 3 janvier 2003 - 3 janvier 2009      | 108e - 110e              | Redécoupage depuis le 27e district et réélu en 2002. Réélu en 2004. Réélu en 2006. Retrait. | 2003–2013 Comtés de Genesee, Livingston, Wyoming et parties d'Érié, Monroe, Niagara et Orleans           |
| Chris Lee (en)              | Républicain     | 3 janvier 2009 - 9 février 2011      | 111e , 112e              | Élu en 2008. Réélu en 2010. Démissionne. | 2003–2013 Comtés de Genesee, Livingston, Wyoming et parties d'Érié, Monroe, Niagara et Orleans           |
| Vacant                      | Vacant          | February 9, 2011 – June 1, 2011      | 112e                     | | 2003–2013 Comtés de Genesee, Livingston, Wyoming et parties d'Érié, Monroe, Niagara et Orleans           |
| Kathy Hochul                | Démocrate       | June 1, 2011 – January 3, 2013       | 112e                     | Élue pour terminer le mandat de Lee. Perd sa réélection lorsque redécoupée dans le 27e district. | 2003–2013 Comtés de Genesee, Livingston, Wyoming et parties d'Érié, Monroe, Niagara et Orleans           |
| Brian Higgins               | Démocrate       | 3 janvier 2013 - 2 février 2024      | 113e - 118e              | Redécoupage depuis le 27e district et réélu en 2012. Réélu en 2014. Réélu en 2016. Réélu en 2018. Réélu en 2020. Réélu en 2022. Démissionne. | 2013–2023 Parties d'Érié et Niagara                                                                      |
| Brian Higgins               | Démocrate       | 3 janvier 2013 - 2 février 2024      | 113e - 118e              | Redécoupage depuis le 27e district et réélu en 2012. Réélu en 2014. Réélu en 2016. Réélu en 2018. Réélu en 2020. Réélu en 2022. Démissionne. | 2023–2025 Parties d'Érié et Niagara                                                                      |
| Vacant                      | Vacant          | 2 février 2024 - 6 mai 2024          | 118e - Présent           | | |
| Tim Kennedy                 | Démocrate       | 6 mai 2024 - Présent                 | 118e - Présent           | Élu pour terminer le mandat de Higgins. | |

## Résultats des récentes élections
Voici les résultats des dix précédents cycles électoraux dans le district.

### 2004
| Élection de 2004 du 26e district congressionnel de New York | Élection de 2004 du 26e district congressionnel de New York | Élection de 2004 du 26e district congressionnel de New York | Élection de 2004 du 26e district congressionnel de New York | Élection de 2004 du 26e district congressionnel de New York |
| ----------------------------------------------------------- | ----------------------------------------------------------- | ----------------------------------------------------------- | ----------------------------------------------------------- | ----------------------------------------------------------- |
| Parti                                                       | Parti                                                       | Candidat                                                    | Votes                                                       | %                                                           |
|                                                             | Républicain                                                 | Thomas M. Reynolds (en) (sortant)                           | 157 466                                                     | 55,6                                                        |
|                                                             | Démocrate                                                   | Jack Davis                                                  | 125 613                                                     | 44,4                                                        |
| Total des votes                                             | Total des votes                                             | Total des votes                                             | 283 079                                                     | 100 %                                                       |
|                                                             | Les Républicains conservent                                 |                                                             |                                                             |                                                             |

### 2006
| Élection de 2006 du 26e district congressionnel de New York | Élection de 2006 du 26e district congressionnel de New York | Élection de 2006 du 26e district congressionnel de New York | Élection de 2006 du 26e district congressionnel de New York | Élection de 2006 du 26e district congressionnel de New York |
| ----------------------------------------------------------- | ----------------------------------------------------------- | ----------------------------------------------------------- | ----------------------------------------------------------- | ----------------------------------------------------------- |
| Parti                                                       | Parti                                                       | Candidat                                                    | Votes                                                       | %                                                           |
|                                                             | Républicain                                                 | Thomas M. Reynolds (en) (sortant)                           | 109 257                                                     | 52,0                                                        |
|                                                             | Démocrate                                                   | Jack Davis                                                  | 100 914                                                     | 48,0                                                        |
| Total des votes                                             | Total des votes                                             | Total des votes                                             | 210 171                                                     | 100 %                                                       |
|                                                             | Les Républicains conservent                                 |                                                             |                                                             |                                                             |

### 2008
| Élection de 2008 du 26e district congressionnel de New York | Élection de 2008 du 26e district congressionnel de New York | Élection de 2008 du 26e district congressionnel de New York | Élection de 2008 du 26e district congressionnel de New York | Élection de 2008 du 26e district congressionnel de New York |
| ----------------------------------------------------------- | ----------------------------------------------------------- | ----------------------------------------------------------- | ----------------------------------------------------------- | ----------------------------------------------------------- |
| Parti                                                       | Parti                                                       | Candidat                                                    | Votes                                                       | %                                                           |
|                                                             | Républicain                                                 | Chris Lee (en)                                              | 148 607                                                     | 55,0                                                        |
|                                                             | Démocrate                                                   | Alice Kryzan                                                | 109 615                                                     | 40,5                                                        |
|                                                             | Working Families                                            | Jon Powers                                                  | 12 104                                                      | 4,0                                                         |
| Total des votes                                             | Total des votes                                             | Total des votes                                             | 270 326                                                     | 100 %                                                       |
|                                                             | Les Républicains conservent                                 |                                                             |                                                             |                                                             |

### 2010
| Élection de 2010 du 26e district congressionnel de New York | Élection de 2010 du 26e district congressionnel de New York | Élection de 2010 du 26e district congressionnel de New York | Élection de 2010 du 26e district congressionnel de New York | Élection de 2010 du 26e district congressionnel de New York |
| ----------------------------------------------------------- | ----------------------------------------------------------- | ----------------------------------------------------------- | ----------------------------------------------------------- | ----------------------------------------------------------- |
| Parti                                                       | Parti                                                       | Candidat                                                    | Votes                                                       | %                                                           |
|                                                             | Républicain                                                 | Chris Lee (en) (sortant)                                    | 151 449                                                     | 73,6                                                        |
|                                                             | Démocrate                                                   | Philip A. Fedele                                            | 54 307                                                      | 26,4                                                        |
| Total des votes                                             | Total des votes                                             | Total des votes                                             | 205 756                                                     | 100 %                                                       |
|                                                             | Les Républicains conservent                                 |                                                             |                                                             |                                                             |

### 2011 (Spéciale)
| Élection Spéciale de 2011 du 26e district congressionnel de New York | Élection Spéciale de 2011 du 26e district congressionnel de New York | Élection Spéciale de 2011 du 26e district congressionnel de New York | Élection Spéciale de 2011 du 26e district congressionnel de New York | Élection Spéciale de 2011 du 26e district congressionnel de New York |
| -------------------------------------------------------------------- | -------------------------------------------------------------------- | -------------------------------------------------------------------- | -------------------------------------------------------------------- | -------------------------------------------------------------------- |
| Parti                                                                | Parti                                                                | Candidat                                                             | Votes                                                                | %                                                                    |
|                                                                      | Démocrate                                                            | Kathy Hochul                                                         | 52 713                                                               | 47,24                                                                |
|                                                                      | Républicain                                                          | Jane L. Corwin                                                       | 47 187                                                               | 42,28                                                                |
|                                                                      | Indépendant                                                          | Jack Davis                                                           | 10 029                                                               | 8,99                                                                 |
|                                                                      | Vert                                                                 | Ian L. Murphy                                                        | 1 177                                                                | 1,05                                                                 |
|                                                                      | Blancs et Nuls                                                       | Blancs et Nuls                                                       | 259                                                                  | 0,23                                                                 |
|                                                                      | Autres                                                               | Autres                                                               | 232                                                                  | 0,21                                                                 |
| Total des votes                                                      | Total des votes                                                      | Total des votes                                                      | 111 597                                                              | 100 %                                                                |
|                                                                      | Les Démocrates prennent aux Républicains                             |                                                                      |                                                                      |                                                                      |

### 2012
| Élection de 2012 du 26e district congressionnel de New York | Élection de 2012 du 26e district congressionnel de New York | Élection de 2012 du 26e district congressionnel de New York | Élection de 2012 du 26e district congressionnel de New York | Élection de 2012 du 26e district congressionnel de New York |
| ----------------------------------------------------------- | ----------------------------------------------------------- | ----------------------------------------------------------- | ----------------------------------------------------------- | ----------------------------------------------------------- |
| Parti                                                       | Parti                                                       | Candidat                                                    | Votes                                                       | %                                                           |
|                                                             | Démocrate                                                   | Brian Higgins                                               | 212 588                                                     | 74,8                                                        |
|                                                             | Républicain                                                 | Michael Madigan                                             | 71 666                                                      | 25,2                                                        |
| Total des votes                                             | Total des votes                                             | Total des votes                                             | 111 597                                                     | 100 %                                                       |
|                                                             | Les Démocrates conservent                                   |                                                             |                                                             |                                                             |

### 2014
| Élection de 2014 du 26e district congressionnel de New York | Élection de 2014 du 26e district congressionnel de New York | Élection de 2014 du 26e district congressionnel de New York | Élection de 2014 du 26e district congressionnel de New York | Élection de 2014 du 26e district congressionnel de New York |
| ----------------------------------------------------------- | ----------------------------------------------------------- | ----------------------------------------------------------- | ----------------------------------------------------------- | ----------------------------------------------------------- |
| Parti                                                       | Parti                                                       | Candidat                                                    | Votes                                                       | %                                                           |
|                                                             | Démocrate                                                   | Brian Higgins (sortant)                                     | 113 210                                                     | 68,1                                                        |
|                                                             | Républicain                                                 | Kathy Weppner                                               | 52 909                                                      | 31,9                                                        |
| Total des votes                                             | Total des votes                                             | Total des votes                                             | 166 119                                                     | 100 %                                                       |
|                                                             | Les Démocrates conservent                                   |                                                             |                                                             |                                                             |

### 2016
| Élection de 2016 du 26e district congressionnel de New York | Élection de 2016 du 26e district congressionnel de New York | Élection de 2016 du 26e district congressionnel de New York | Élection de 2016 du 26e district congressionnel de New York | Élection de 2016 du 26e district congressionnel de New York |
| ----------------------------------------------------------- | ----------------------------------------------------------- | ----------------------------------------------------------- | ----------------------------------------------------------- | ----------------------------------------------------------- |
| Parti                                                       | Parti                                                       | Candidat                                                    | Votes                                                       | %                                                           |
|                                                             | Démocrate                                                   | Brian Higgins (sortant)                                     | 215 289                                                     | 74,6                                                        |
|                                                             | Républicain                                                 | Shelly Schratz                                              | 73 377                                                      | 25,4                                                        |
| Total des votes                                             | Total des votes                                             | Total des votes                                             | 288 666                                                     | 100 %                                                       |
|                                                             | Les Démocrates conservent                                   |                                                             |                                                             |                                                             |

### 2018
| Élection de 2018 du 26e district congressionnel de New York | Élection de 2018 du 26e district congressionnel de New York | Élection de 2018 du 26e district congressionnel de New York | Élection de 2018 du 26e district congressionnel de New York | Élection de 2018 du 26e district congressionnel de New York |
| ----------------------------------------------------------- | ----------------------------------------------------------- | ----------------------------------------------------------- | ----------------------------------------------------------- | ----------------------------------------------------------- |
| Parti                                                       | Parti                                                       | Candidat                                                    | Votes                                                       | %                                                           |
|                                                             | Démocrate                                                   | Brian Higgins (sortant)                                     | 169 166                                                     | 73,3                                                        |
|                                                             | Républicain                                                 | Renee Zeno                                                  | 61 488                                                      | 26,7                                                        |
| Total des votes                                             | Total des votes                                             | Total des votes                                             | 230 654                                                     | 100 %                                                       |
|                                                             | Les Démocrates conservent                                   |                                                             |                                                             |                                                             |

### 2020
| Élection de 2020 du 26e district congressionnel de New York | Élection de 2020 du 26e district congressionnel de New York | Élection de 2020 du 26e district congressionnel de New York | Élection de 2020 du 26e district congressionnel de New York | Élection de 2020 du 26e district congressionnel de New York |
| ----------------------------------------------------------- | ----------------------------------------------------------- | ----------------------------------------------------------- | ----------------------------------------------------------- | ----------------------------------------------------------- |
| Parti                                                       | Parti                                                       | Candidat                                                    | Votes                                                       | %                                                           |
|                                                             | Démocrate                                                   | Brian Higgins (sortant)                                     | 223 276                                                     | 69,9                                                        |
|                                                             | Républicain                                                 | Ricky Donovan                                               | 91 687                                                      | 28,7                                                        |
|                                                             | Vert                                                        | Michael Raleigh                                             | 4 628                                                       | 1,4                                                         |
| Total des votes                                             | Total des votes                                             | Total des votes                                             | 319 591                                                     | 100 %                                                       |
|                                                             | Les Démocrates conservent                                   |                                                             |                                                             |                                                             |

### 2022
La Primaire Républicaine a été annulée. Steven Sams avance vers l'Élection Générale.
| Primaire Démocrate de 2022 du 26e district congressionnel de New York | Primaire Démocrate de 2022 du 26e district congressionnel de New York | Primaire Démocrate de 2022 du 26e district congressionnel de New York | Primaire Démocrate de 2022 du 26e district congressionnel de New York | Primaire Démocrate de 2022 du 26e district congressionnel de New York |
| --------------------------------------------------------------------- | --------------------------------------------------------------------- | --------------------------------------------------------------------- | --------------------------------------------------------------------- | --------------------------------------------------------------------- |
| Parti                                                                 | Parti                                                                 | Candidat                                                              | Votes                                                                 | %                                                                     |
|                                                                       | Démocrate                                                             | Brian Higgins (sortant)                                               | 28 485                                                                | 90,9                                                                  |
|                                                                       | Démocrate                                                             | Emin Eddie Egriu                                                      | 2 731                                                                 | 8,7                                                                   |

| Élection de 2022 du 26e district congressionnel de New York | Élection de 2022 du 26e district congressionnel de New York | Élection de 2022 du 26e district congressionnel de New York | Élection de 2022 du 26e district congressionnel de New York | Élection de 2022 du 26e district congressionnel de New York |
| ----------------------------------------------------------- | ----------------------------------------------------------- | ----------------------------------------------------------- | ----------------------------------------------------------- | ----------------------------------------------------------- |
| Parti                                                       | Parti                                                       | Candidat                                                    | Votes                                                       | %                                                           |
|                                                             | Démocrate                                                   | Brian Higgins (sortant)                                     | 156 883                                                     | 63,9                                                        |
|                                                             | Républicain                                                 | Steven Sams                                                 | 88 339                                                      | 36,0                                                        |
|                                                             | Write-In                                                    | Write-In                                                    | 149                                                         | 0,1                                                         |
| Total des votes                                             | Total des votes                                             | Total des votes                                             | 245 371                                                     | 100 %                                                       |
|                                                             | Les Démocrates conservent                                   |                                                             |                                                             |                                                             |

### 2024 (Spéciale)
| Élection Spéciale de 2024 du 26e district congressionnel de New York | Élection Spéciale de 2024 du 26e district congressionnel de New York | Élection Spéciale de 2024 du 26e district congressionnel de New York | Élection Spéciale de 2024 du 26e district congressionnel de New York | Élection Spéciale de 2024 du 26e district congressionnel de New York |
| -------------------------------------------------------------------- | -------------------------------------------------------------------- | -------------------------------------------------------------------- | -------------------------------------------------------------------- | -------------------------------------------------------------------- |
| Parti                                                                | Parti                                                                | Candidat                                                             | Votes                                                                | %                                                                    |
|                                                                      | Démocrate                                                            | Timothy M. Kennedy                                                   | 48 050                                                               | 68,5                                                                 |
|                                                                      | Républicain                                                          | Gary Dickson                                                         | 21 982                                                               | 31,3                                                                 |
|                                                                      | Write-In                                                             | Write-In                                                             | 159                                                                  | 0,2                                                                  |
| Total des votes                                                      | Total des votes                                                      | Total des votes                                                      | 70 191                                                               | 100 %                                                                |
|                                                                      | Les Démocrates conservent                                            |                                                                      |                                                                      |                                                                      |

### 2024 (Régulière)
Les Primaires Démocrates et Républicaines ont été annulées. Timothy M. Kennedy (D-Sortant) et Anthony Marecki (R) avancent vers l'Élection Générale.
| Élection de 2024 du 26e district congressionnel de New York | Élection de 2024 du 26e district congressionnel de New York | Élection de 2024 du 26e district congressionnel de New York | Élection de 2024 du 26e district congressionnel de New York | Élection de 2024 du 26e district congressionnel de New York |
| ----------------------------------------------------------- | ----------------------------------------------------------- | ----------------------------------------------------------- | ----------------------------------------------------------- | ----------------------------------------------------------- |
| Parti                                                       | Parti                                                       | Candidat                                                    | Votes                                                       | %                                                           |
|                                                             | Démocrate                                                   | Timothy M. Kennedy (sortant)                                | TBD                                                         | TBD                                                         |
|                                                             | Républicain                                                 | Anthony Marecki                                             | TBD                                                         | TBD                                                         |
| Total des votes                                             | Total des votes                                             | Total des votes                                             | TBD                                                         | 100 %                                                       |
|                                                             |                                                             |                                                             |                                                             |                                                             |